# Thesium annuum
Thesium annuum är en sandelträdsväxtart som beskrevs av A. Lawalrée. Thesium annuum ingår i släktet spindelörter, och familjen sandelträdsväxter. Inga underarter finns listade i Catalogue of Life.